# Revellín del Ángulo de San Pablo
El revellín del Ángulo de San Pablo es un revellín del siglo XVIII situada en la ciudad española de Ceuta situado en el extremo norte de la Plaza de Armas del Conjunto Monumental de las Murallas Reales.

## Historia
Es la pieza que más reformas y modificaciones ha sufrido desde que, hacia 1691, fuera concebido como una fortificación en forma de pronunciado ángulo que apuntaba hacia las posiciones enemigas, origen de su antigua denominación de El Angulo, por Toreli hasta que en 1723 tarde adquiriera su actual traza de revellín con planta trapezoidal por Verboom.